# Frickenhöhle
Die Frickenhöhle ist eine natürliche Karsthöhle nahe der oberbayerischen Gemeinde Farchant im Landkreis Garmisch-Partenkirchen in Bayern.
Die Höhle liegt auf halber Höhe auf 1.258 m am Westhang des Hohen Fricken, ca. 2 km östlich von Farchant.
Die Höhle ist als Abstecher auf dem Wanderweg von Farchant in etwa 1¾ Stunden auf einem steilen Pfad zu erreichen. Die Höhle ist 3.222 m lang und weist einen Höhenunterschied von etwa 60 m auf. Kurz hinter dem Eingang liegt ein See, der nur mit Neopren durchtaucht oder mit Seil umklettert werden kann. Im weiteren Teil befinden sich mehrere Siphons. 

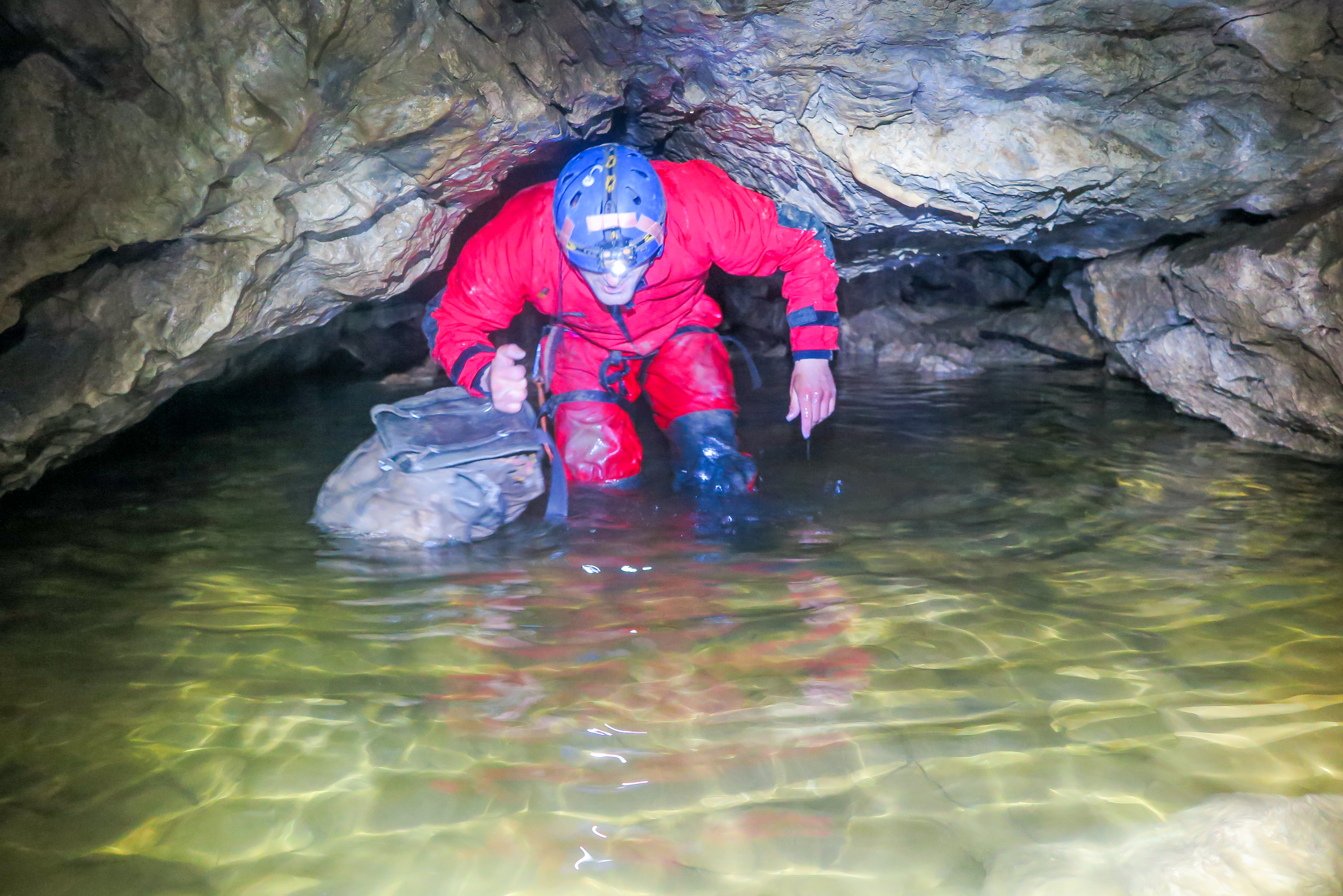
Der kleine See kurz hinter dem Eingang der Frickenhöhle.
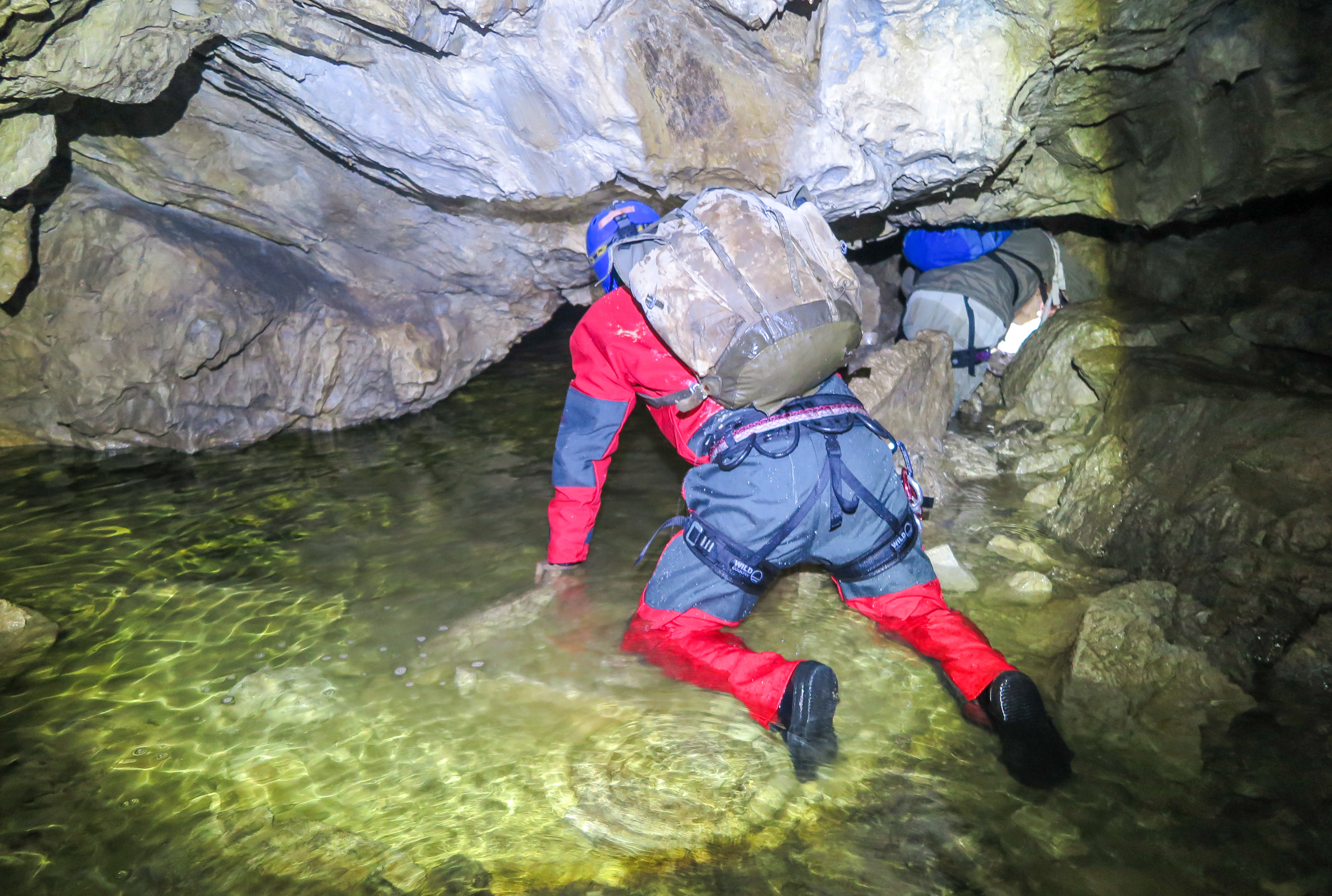
Kurz hinter dem Eingang der Frickenhöhle befindet sich der kleine See mit nur geringer Deckenhöhe. Überflutungsgefahr!
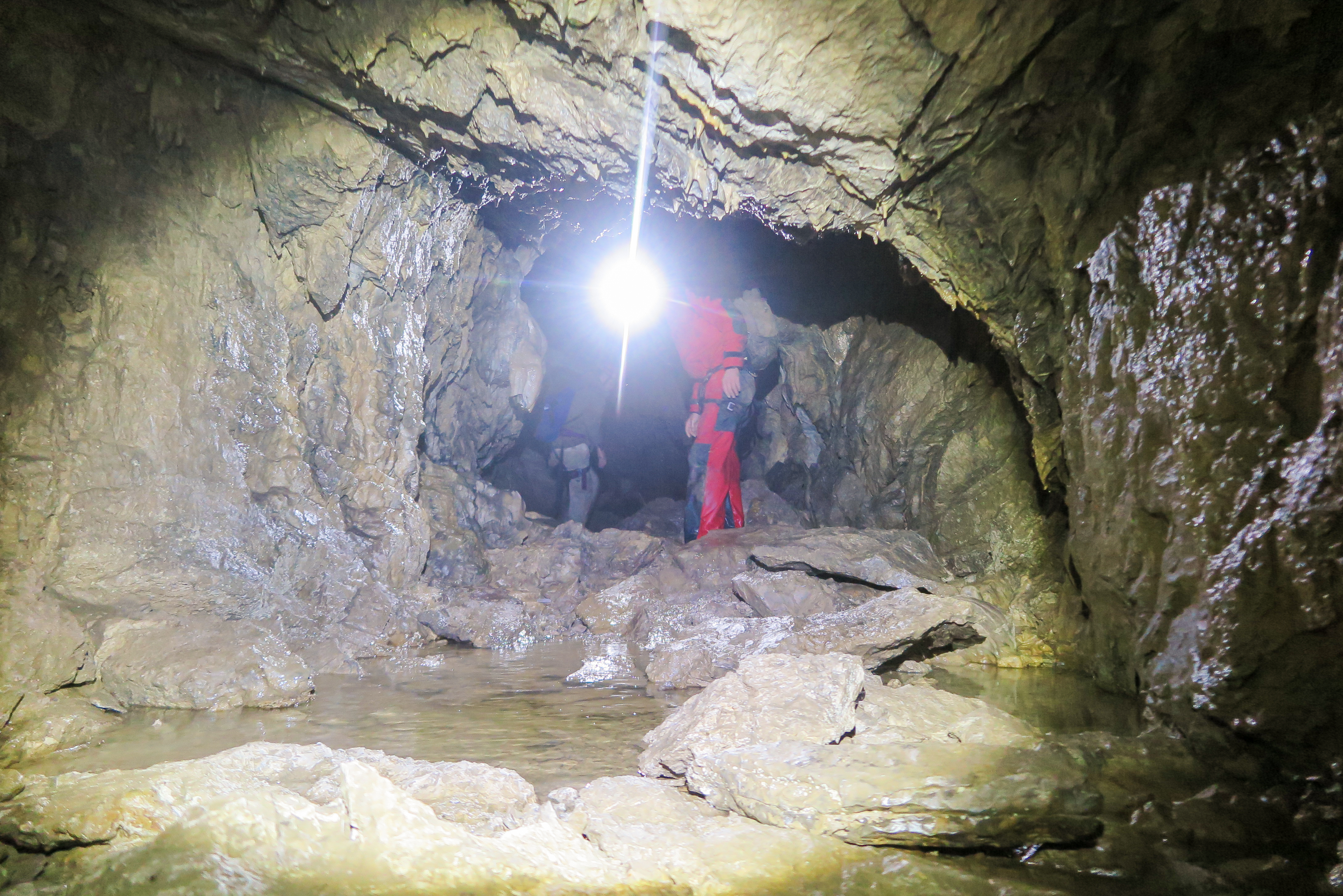
Innerhalb der Frickenhöhle. Sie ist überwiegend feucht. Oftmals mit größeren Hallen und Gängen.